# ブレーヌ
ブレーヌ （Braine）は、フランス、オー＝ド＝フランス地域圏、エーヌ県のコミューン。

## 地理
エーヌ川左岸の支流ヴェール川に位置し、ソワソンの15km東にある。

## 歴史
11世紀にブレーヌ伯領がつくられ、のちにシャンパーニュ伯領に併合された。
13世紀初頭、ブレーヌ伯となったドルー伯ロベール2世がこの地に城を建てた。フォリー・エグルモン城は現在セルスイユの領域となっている。長方形の城はヴェール川谷と町とに広がっていた。

## 人口統計
| 1962年 | 1968年 | 1975年 | 1982年 | 1990年 | 1999年 | 2006年 | 2011年 |
| ------ | ------ | ------ | ------ | ------ | ------ | ------ | ------ |
| 1600   | 1722   | 1943   | 1952   | 2090   | 2069   | 2099   | 2196   |

参照元:1999年までEHESS、2004年以降INSEE

## 史跡
- サンティヴド修道院付属教会 - 1130年よりプレモントレ会派。ドルー伯の霊廟がある。
- ノートルダム教会
- バ城
- フォリー城 - 13世紀の砦で、町の丘の上にある。第一次世界大戦での戦闘で廃墟となった。

## 姉妹都市
- ブレーヌ・ル・コント、ベルギー
- ヘイダスレヴ、デンマーク